# Berville-sur-Mer
Berville-sur-Mer és un municipi francès situat al departament de l'Eure i a la regió de Normandia. L'any 2007 tenia 523 habitants.

## Demografia

### Població
El 2007 la població de fet de Berville-sur-Mer era de 523 persones. Hi havia 205 famílies, de les quals 52 eren unipersonals (15 homes vivint sols i 37 dones vivint soles), 69 parelles sense fills, 62 parelles amb fills i 22 famílies monoparentals amb fills.
La població ha evolucionat segons el següent gràfic:
Habitants censats

### Habitatges
El 2007 hi havia 280 habitatges, 211 eren l'habitatge principal de la família, 63 eren segones residències i 5 estaven desocupats. 256 eren cases i 23 eren apartaments. Dels 211 habitatges principals, 176 estaven ocupats pels seus propietaris, 27 estaven llogats i ocupats pels llogaters i 7 estaven cedits a títol gratuït; 2 tenien una cambra, 12 en tenien dues, 48 en tenien tres, 63 en tenien quatre i 87 en tenien cinc o més. 192 habitatges disposaven pel capbaix d'una plaça de pàrquing. A 92 habitatges hi havia un automòbil i a 98 n'hi havia dos o més.

### Piràmide de població
La piràmide de població per edats i sexe el 2009 era:
| Homes | Edats   | Dones |
| ----- | ------- | ----- |
| 0     | 95 o +  | 0     |
| 0     | 90 a 94 | 0     |
| 0     | 85 a 89 | 8     |
| 4     | 80 a 84 | 0     |
| 4     | 75 a 79 | 16    |
| 20    | 70 a 74 | 16    |
| 12    | 65 a 69 | 16    |
| 4     | 60 a 64 | 12    |
| 12    | 55 a 59 | 4     |
| 12    | 50 a 54 | 4     |
| 16    | 45 a 49 | 28    |
| 20    | 40 a 44 | 12    |
| 16    | 35 a 39 | 16    |
| 12    | 30 a 34 | 16    |
| 24    | 25 a 29 | 12    |
| 16    | 20 a 24 | 8     |
| 20    | 15 a 19 | 12    |
| 12    | 10 a 14 | 4     |
| 8     | 5 a 9   | 16    |
| 12    | 0 a 4   | 12    |

## Economia
El 2007 la població en edat de treballar era de 331 persones, 244 eren actives i 87 eren inactives. De les 244 persones actives 214 estaven ocupades (108 homes i 106 dones) i 30 estaven aturades (14 homes i 16 dones). De les 87 persones inactives 37 estaven jubilades, 18 estaven estudiant i 32 estaven classificades com a «altres inactius».

### Ingressos
El 2009 a Berville-sur-Mer hi havia 223 unitats fiscals que integraven 547 persones, la mediana anual d'ingressos fiscals per persona era de 17.153 €.

### Activitats econòmiques
Dels 12 establiments que hi havia el 2007, 4 eren d'empreses de construcció, 4 d'empreses de comerç i reparació d'automòbils, 1 d'una empresa d'hostatgeria i restauració, 2 d'empreses de serveis i 1 d'una entitat de l'administració pública.
Dels 5 establiments de servei als particulars que hi havia el 2009, 2 eren guixaires pintors, 1 fusteria, 1 empresa de construcció i 1 restaurant.
L'any 2000 a Berville-sur-Mer hi havia 9 explotacions agrícoles.

## Equipaments sanitaris i escolars
El 2009 hi havia una escola maternal integrada dins d'un grup escolar amb les comunes properes formant una escola dispersa.

## Poblacions més properes
El següent diagrama mostra les poblacions més properes.